# 刘明军
刘明军（1964年11月—），男，汉族，中华人民共和国政治人物。现任新疆畜牧科学院生物技术研究所所长，研究员。第十四届全国政协委员。